# Tarphius fraudulentus
Tarphius fraudulentus is een keversoort uit de familie somberkevers (Zopheridae). De wetenschappelijke naam van de soort werd in 1990 gepubliceerd door Franz.